# Duckea flava
Duckea flava là một loài thực vật có hoa trong họ Rapateaceae. Loài này được (Link) Maguire mô tả khoa học đầu tiên năm 1958.